# Ty Boomershine
Ty Boomershine (* 1968 in Ohio, USA) ist ein US-amerikanischer Tänzer, Choreograf und künstlerischer Leiter des Dance On Ensembles in Berlin.

## Werdegang
Ty Boomershine begann bereits im Kindesalter zu tanzen. Seine Tanzausbildung absolvierte er an der Fort Hayes School for Performing Arts in Columbus (Ohio, USA) und am Stephens College in Columbia (Missouri, USA), wo er sein Tanzstudium mit dem Bachelor of Fine Arts (Tanz – Magna cum Laude) abschloss. Seine Technik lernte er bei namhaften Tanzgrößen, unter anderem bei dem US-amerikanischen Tänzer und Choreographen Merce Cunningham.
Seinen Fokus legte Boomershine von Anfang an auf modernen Tanz und tanzte in verschiedenen Tanzkompanien, zum Beispiel: Lucinda Childs Dance Company, Emio Greco | PC Dance Company, Leine Roebana Dance, Dance Works Rotterdam, ICK Dans Amsterdam, Dan Wagoner, Gus Solomons Jr. und Merce Cunningham Repertory Ensemble.
Außerdem ist Boomershine in vielen Arbeiten renommierter Choreografen zu sehen. Dazu zählen unter anderem Jan Martens, Yvonne Rainer, Nicole Beutler, Christos Papadopoulos, Deborah Hay, Beth Gill, Rabih Mroué, Bill T. Jones/Arnie Zane, Ton Simons und Giulia Mureddu.
Boomershine tanzte in der berühmten Oper Einstein on the Beach von Robert Wilson und Philip Glass an verschiedenen Orten. Die Produktion wurde 2013 mit dem Laurence Olivier Award for Best New Opera Production ausgezeichnet. Weitere prämierte Stücke, in denen Ty Boomershine mitwirkte, sind „HELL“, ausgezeichnet mit dem VSCD Zwaan Tanzpreis (2007, Maastricht, Niederlande) und dem Meilleur-Spectacle-de-Danse-Award (2006, Paris, Frankreich), sowie Any Attempt Will End In Shattered Bodies and Crushed Bones (Jan Martens), prämiert mit dem Het TheaterFestival 2022 Preis.
2007 wurde Boomershine künstlerischer Assistent von Lucinda Childs, für die er seit 1991 getanzt hat und die sein Schaffen bis heute prägt.
Boomershine ist gern gesehener Gast auf Kultur-, Kunst- und Tanzfestivals, darunter das Holland Festival (Amsterdam), die Internationale Tanzmesse NRW, das Festival de Marseille, Tanz im August (Berlin), das Festival von Avignon, das Edinburgh International Festival, das Festival Bo:m in Seoul (Südkorea) und weitere.
Darüber hinaus tritt er auf international renommierten Bühnen auf: Berliner Ensemble, Volksbühne (Berlin), Münchner Kammerspielen, Internationaal Theater Amsterdam, Hong Kong Arts Centre, Asia Culture Center / Asian Arts Theatre (Gwangiu, Südkorea), Barbican Centre (London), Onassis Cultural Center (Athen), Palacio de Bellas Artes (Mexico City), Los Angeles Opera, Los Angeles Philharmonic, Théâtre de la Ville (Paris), Théâtre du Châtelet (Paris), La Villette (Paris), Le Corum (Montpellier), Centre Pompidou (Paris) und andere. 
Er studierte das Stück "Musique" von der französischen Tänzerin und Choreografin Mathilde Monnier mit seinem Ensemble ein, das am Wiener Volkstheater im Rahmen eines Impulstanz-Specials im Mai 2025 uraufgeführt wurde (Untertitel: „In the Spirit of Johann Strauss. The Missing Step“).
Im Museum of Modern Art (New York) wirkte Boomershine im Rahmen der „Performance Exhibition Series: Judson Dance Theater – The Work Is Never Done“ bei Yvonne Rainers „Early Dances“ mit.
Neben seiner Tätigkeit als Tänzer arbeitet Ty Boomershine als Choreograf, unter anderem bei der Ruhrtriennale (Florentina Holzinger), Movement Research, beim Dancespace Project in New York, am OT301 sowie beim Holland Festival in Amsterdam.
Außerdem ist Boomershine als Dozent an Universitäten sowie Konservatorien tätig und leitet regelmäßig weltweit Workshops und Masterclasses, etwa bei der Lucinda Childs Dance Company (New York), der Kamea Dance Company (Beʾer Scheva, Israel) sowie dem ICK Amsterdam.
Ty Boomershine ist seit 2015 Mitglied des Dance On Ensembles in Berlin und übernahm 2019 dessen künstlerische Leitung. Das Dance On Ensemble ist ein künstlerisches Exzellenzprojekt für Tänzerinnen und Tänzer über 40, finanziert von der Deutschen Bundesregierung.
Ty Boomershine lebt in Berlin.